# Чон У Ён (футболист, 1999)
Чон У Ён (кор. 정우영?, 鄭優營?; род. 20 сентября 1999, Инчхон) — южнокорейский футболист, полузащитник берлинского «Униона» и сборной Республики Корея.

## Карьера

### Клубная
Чон У Ён в июне 2017 года подписал контракт, расчитаный до 30 июня 2022 года, с немецкой «Баварией», став первым представителем Южной Кореи в клубе. Переход футболиста в молодёжную команду клуба из корейского «Инчхон Юнайтед» состоялся 1 января 2018 года. Дебютной за основной состав мюнхенцев игрой для Чона стал состоявшийся 27 ноября 2018 года поединок групповой стадии Лиги чемпионов против лиссабонской «Бенфики» — на 81-й минуте матча он заменил Томаса Мюллера. В мае 2019 года в составе «Баварии», составленной из игроков не старше 23 лет, одержал победу в Международном кубке Премьер-лиги и тем самым завоевал первый международный трофей в своей карьере.
19 июня 2019 года «Фрайбург» объявил о подписании с Чоном четырёхлетнего контракта в приоритетным правом «Баварии» на выкуп игрока обратно. 10 августа 2019 года кореец дебютировал за свой новый клуб в матче Кубка Германии против «Магдебурга», однако, не попадая в основной состав, был вынужден отправиться полугодовую аренду в «Баварию II», которой помог занять первое место в Третьей лиге Германии 2019/20. Вернувшись во «Фрайбург», 12 декабря 2020 года кореец забил свой первый гол в рамках Бундеслиги — выйдя на 81-й минуте на замену в матче против «Арминии», в добавленное к основному время поразил её ворота.

### В сборной
За основную команду Южной Кореи дебютировал 25 марта 2021 года, выйдя на замену в товарищеском матче против японцев. Свой первый гол за национальную сборную забил 16 ноября 2021 года в отборочном матче к чемпионату мира 2022 в ворота Ирака.

## Достижения
«Бавария II»:
- победитель Международного кубка Премьер-лиги: (2018/19)
- победитель 3-й лиги Германии: (2019/20)
- победитель региональной лиги «Бавария»: (2018/19)

«Бавария»:
- чемпион Германии: (2018/19)
- обладатель Кубка Германии (2018/19)

«Фрайбург»:
- финалист Кубка Германии: (2021/22)

Южная Корея (до 14 лет):
- чемпион Азиатских юношеских игр: (2013)

Южная Корея (до 17 лет):
- серебряный призёр Юношеских Олимпийских игр: (2014)

Южная Корея (до 20 лет):
- чемпион Азии среди молодёжных команд:  (2020)